# Gleißenberg
Gleißenberg település Németországban, azon belül Bajorországban. Lakosainak száma 860 fő (2023. december 31.).

## Népesség
A település népessége az elmúlt években az alábbi módon változott:
| Lakosok száma | 552  | 737  | 738  | 834  | 855  | 869  | 892  | 879  | 919  | 860  |
|               | 1875 | 1950 | 1975 | 1987 | 2012 | 2014 | 2016 | 2017 | 2021 | 2023 |